# Peter Löwer
Peter Löwer (* 10. November 1944 in Nürnberg) ist ein ehemaliger deutscher Fußballspieler. Er absolvierte von 1974 bis 1981 als Torwart der SpVgg Fürth in der 2. Fußball-Bundesliga 231 Spiele, nachdem er zuvor bereits von 1964 bis 1974 in 241 Spielen im Tor der Fürther in der Fußball-Regionalliga Süd gestanden hatte.

## Laufbahn

### Jugend und Regionalliga Süd, bis 1974
Peter Löwer startete 1954 als Feldspieler in der Schülermannschaft der SpVgg Frankonia Nürnberg im Stadtteil Gebersdorf seine fußballerische Laufbahn. In der B- und A-Jugend bei TSV Johannis 83 Nürnberg stand er aber nur noch im Tor und spielte sich durch sein Talent in die bayerischen und süddeutschen Auswahlteams. Zum Höhepunkt wurden für ihn die Berufungen in die Jugendnationalmannschaft des DFB durch die Trainer Dettmar Cramer und Helmut Schön im Frühjahr 1963. Er rückte für den im Februar 1944 geborenen Sepp Maier in die neue DFB-Jugend 1963 nach und stand in den zwei Qualifikationsspielen für das UEFA-Juniorenturnier 1963 gegen Österreich im Februar und März 1963 im Tor der deutschen Jugendauswahl. 
Auch im ersten Gruppenspiel des UEFA-Turniers am 13. April in Slough gegen Griechenland war er der Torhüter. Im Angriff spielten bei der 2:7-Niederlage Helmut Sandmann, Klaus Zaczyk, Udo Glaser, Willi Dürrschnabel und Günter Netzer. In den zwei weiteren Gruppenspielen gegen Schottland und die Schweiz wurde er von Wolfgang Mühlschwein abgelöst. Nach der Jugendzeit wechselte er zur Runde 1963/64 zur SpVgg Fürth in die Fußball-Regionalliga Süd. Der lokale Konkurrent 1. FC Nürnberg ging das neue Kapitel Fußball-Bundesliga mit den zwei Torhütern Roland Wabra und Gerhard Strick an und hatte bei dem Johannis-Talent nicht angefragt. Die Fürther hatten dagegen Interesse gezeigt und so kam der Wechsel zustande. Im Ronhof beerbte aber Gyula Tóth den langjährigen Stammtorhüter Gerhard Geißler. Löwers Weg bei der Spielvereinigung begann 1963/64 wegen der einjährigen Vereinswechsel-Sperre erst einmal in der dortigen Amateurmannschaft.
Im zweiten Fürther Jahr, 1964/65, feierte der Nachwuchsspieler unter Trainer Željko Čajkovski sein Debüt in der Regionalliga. Am 8. November 1964 stand er im Tor der Spielvereinigung als die „Kleeblatt-Elf“ mit 1:2 Toren auf dem Bieberer Berg gegen Kickers Offenbach mit deren Leistungsträgern Siegfried Gast, Sigfried Held und Hermann Nuber verlor. Denkwürdig war für den jungen Torhüter in dieser Runde auch sein Einsatz am 17. Januar 1965 beim späteren Aufsteiger FC Bayern München. Die Bayern gewannen das Spiel mit 5:1 Toren und Löwer erlebte dabei neben dem jungen Franz Beckenbauer auch den überragenden Münchner-Angriff mit Rudolf Nafziger, Rainer Ohlhauser, Gerd Müller, Dieter Koulmann und Dieter Brenninger. Insgesamt kam er in seiner ersten Regionalligarunde auf elf Einsätze. Heinz Kraus war jetzt für den nach Schalke gewechselten Toth die neue Nummer eins im Ronhof. Diesen Platz verteidigte Kraus bis 1967, als er zum VfR Mannheim wechselte. Nach seinem Weggang hatte es Löwer aber zwei Runden mit dem von Fortuna Düsseldorf gekommenen Rivalen Dirk Krüssenberg zu tun. Erst ab der Runde 1969/70 war er der unumschränkte Stammtorhüter der Fürther. Er absolvierte alle 38 Ligaspiele für die Weiß-Grünen und belegte mit seinen Mannschaftskameraden den achten Tabellenplatz. Sein letzter Einsatz in der alten zweitklassigen Regionalliga Süd resultierte aus der Heimbegegnung am 20. April 1974 als Fürth dem TSV 1860 München ein 1:1-Remis abrang und unter Trainer Heinz Elzner den zehnten Rang belegte und damit für die zur Runde 1974/75 neu eingeführte 2. Fußball-Bundesliga qualifiziert war.

### Zweite Bundesliga, 1974 bis 1981
In den ersten Runden der 2. Liga kämpften Löwer und Kollegen um den Klassenerhalt. Im zweiten Jahr starteten die Fürther mit 4:24 Punkten und standen damit auf dem 20. Platz. In der Rückrunde erreichten sie 27:11 Punkte. Der „Club“ als Vizemeister kam im gleichen Zeitraum auf 26:12 Punkte. Paul-Werner Hofmann erzielte im Angriff 23 Tore. Erstmals in der letzten Runde von Trainer Hans Cieslarczyk, 1976/77, wurde mit dem achten Rang eine einstellige Platzierung in der 2. Bundesliga erreicht. Das Abwehrbollwerk mit Libero Bernhard Bergmann, Vorstopper Wolfgang Lausen, den Außenverteidigern Hermann Grabmeier und Helmut Klump sowie der herausragende Torhüter Löwer war gut aufeinander abgestimmt. Als unter dem neuen Trainer Hannes Baldauf 1977/78 das Training beträchtlich verschärft wurde, praktisch das Profitum mit zweimaligem Training pro Tag eingeführt wurde, gab Löwer mit 29 Jahren seine Arbeit auf und wurde selbst Profi. Seine Leistungsentwicklung beschreibt er so: „Mit der Reife kam auch das Gespür, im richtigen Moment die Torlinie zu verlassen. Zwischen 28 und 32 Jahren hatte ich wohl meine beste Zeit, bedingt durch noch mehr Training und die für einen Torhüter unerlässliche Routine“. In der Saison 1978/79 schaffte er mit seinen Mannschaftskollegen mit dem vierten Rang hinter Meister 1860 München, SpVgg Bayreuth und Wormatia Worms die beste Platzierung in der 2. Liga. Ein schwacher Start mit 8:14 Punkten und die drei Minuspunkte am 34. und 35. Spieltag gegen den FC Hanau 93 und den FSV Frankfurt verhinderten dabei den möglichen Aufstieg in die Fußball-Bundesliga. Sein letzter Einsatz in der 2. Bundesliga hatte der Routinier am 17. Mai 1981 beim 3:3-Remis bei Borussia Neunkirchen. Am 22. Mai 1981 riss er sich die Schulterbänder und konnte nicht mehr in das Tor zurückkehren. Zum 30. September 1981 wurde er zum Sportinvaliden erklärt. Er hat noch bis 1991 in der Alten Herren-Mannschaft gespielt, allerdings als Linksaußen. Danach spielte er nur noch Tennis.